# بيل بينيت (لاعب هوكي جليد)
بيل بينيت (بالإنجليزية: Bill Bennett)‏ هو لاعب هوكي جليد أمريكي، ولد في 31 مايو 1953 في وارويك في الولايات المتحدة.

## وصلات خارجية
- بيل بينيت على موقع دوري الهوكي الوطني (الإنجليزية)
- بيل بينيت على موقع قاعة مشاهير الهوكي (لاعب أن.إتش.أل) (الإنجليزية)
- بيل بينيت على موقع EliteProspects.com (الإنجليزية)
- بيل بينيت على موقع HockeyDB.com (الإنجليزية)
- بيل بينيت على موقع Hockey-Reference.com (الإنجليزية)